# KAA Gent in het seizoen 2000/01
De Belgische voetbalclub KAA Gent eindigde in het seizoen 2000/01 in de Belgische competitie op de vijfde plaats. In de Beker van België werd in de 8e finale verloren op bezoek bij RSC Anderlecht met 2–1. Europees overleefde KAA Gent de eerste ronde van de UEFA Cup niet. Gent werd uitgeschakeld door het Nederlandse Ajax, nadat Gent in de laatste voorronde het IJslandse ÍA Akranes had uitgeschakeld. Dit seizoen was het eerste met de publiekslieveling Alexandros Kaklamanos, de razend efficiënte Griekse centrumspits die in de zomer overkwam van Sporting Charleroi. 

## Spelerskern
| Nr.           | Naam                          | Nationaliteit                             | Geboortedatum        | Bij de club sinds | Vorige club        | Positie      |
| ------------- | ----------------------------- | ----------------------------------------- | -------------------- | ----------------- | ------------------ | ------------ |
| Keepers       |                               |                                           |                      |                   |                    |              |
| 1             | Zoran Savić (2)               | Vlag van Servië                           | 04-01-1974 [26 jaar] | 1996              | Borak Čačak        | DM           |
| 1             | Ola Tidman (3)                | Vlag van Zweden                           | 11-05-1979 [21 jaar] | 2001              | Malmö FF           | DM           |
| 21            | Olivier Van Impe              | Vlag van België                           | 03-12-1983 [16 jaar] | 2000              | Eigen Jeugd        | DM           |
| 23            | Frédéric Herpoel              | Vlag van België                           | 16-08-1974 [25 jaar] | 1997              | RSC Anderlecht     | DM           |
| 29            | Nicolas Denys                 | Vlag van België                           | 18-01-1980 [20 jaar] | 2000              | Club Brugge        | DM           |
| Verdedigers   |                               |                                           |                      |                   |                    |              |
| 2             | Jacky Peeters                 | Vlag van België                           | 13-12-1969 [30 jaar] | 2000              | Arminia Bielefeld  | RB, CV       |
| 3             | Vital Borkelmans              | Vlag van België                           | 01-06-1963 [37 jaar] | 2000              | Club Brugge        | LB, LM       |
| 4             | Tomas Vasov                   | Vlag van Servië · Vlag van Duitsland      | 31-01-1972 [28 jaar] | 1996              | Borak Čačak        | CV, LIB      |
| 5             | Edin Ramčić derde             | Vlag van Bosnië en Herzegovina            | 01-08-1970 [29 jaar] | 1993              | NK Istra Pula      | LIB, CV, CVM |
| 6             | Geri Çipi                     | Vlag van Albanië                          | 28-02-1976 [24 jaar] | 2000              | NK Maribor         | CV           |
| 15            | Emil Šterbal (2)              | Vlag van Slovenië                         | 15-06-1970 [30 jaar] | 1999              | NK Maribor         | CV           |
| 17            | Cédric Carrez                 | Vlag van Frankrijk                        | 07-02-1974 [26 jaar] | 1999              | Lille OSC          | CV           |
| 19            | Anders Møller Christensen     | Vlag van Denemarken                       | 26-07-1977 [22 jaar] | 1999              | Næstved BK         | RB, CV, RM   |
| 26            | Brecht Verbrugghe             | Vlag van België                           | 29-04-1982 [18 jaar] | 1999              | KSV Roeselare      | CV, CVM      |
| 27            | Kenneth Spitaels (3)          | Vlag van België                           | 29-04-1982 [18 jaar] | 2001              | Eigen Jeugd        | CV           |
| Middenvelders |                               |                                           |                      |                   |                    |              |
| 7             | Martinus 'Martin' Laamers (2) | Vlag van Nederland                        | 02-08-1967 [32 jaar] | 2000              | KRC Harelbeke      | CVM, LIB     |
| 7             | John Machethe (3)             | Vlag van Kenia                            | 10-10-1979 [20 jaar] | 2001              | Tusker FC          | CM, LM, LV   |
| 8             | Mohammed 'Galli' Barka (1)    | Vlag van Algerije · Vlag van België       | 10-05-1971 [29 jaar] | 1994              | FC Beringen        | RM, RV       |
| 8             | Jérôme Brocard                | Vlag van Frankrijk                        | 03-10-1974 [25 jaar] | 2000              | LB Châteauroux     | RM, RV, CM   |
| 9             | Saša Gajser                   | Vlag van Slovenië                         | 11-02-1974 [26 jaar] | 1999              | NK Rudar Velenje   | CM, RM, LM   |
| 12            | Aldo Olcese                   | Vlag van Peru                             | 23-10-1974 [25 jaar] | 2000              | Sporting Cristal   | CAM, RV, CM  |
| 13            | Gunther Schepens              | Vlag van België                           | 04-05-1973 [27 jaar] | 2000              | Karlsruher SC      | LM, CAM, LV  |
| 14            | Nasrédine Kraouche            | Vlag van Algerije                         | 27-08-1979 [20 jaar] | 2000              | FC Metz            | CAM, LV, CM  |
| 18            | Tarik Kharif                  | Vlag van Frankrijk · Vlag van Marokko     | 16-09-1976 [23 jaar] | 1999              | SM Caen            | RM, LM, CM   |
| 22            | Éric Joly vice                | Vlag van Frankrijk                        | 06-10-1972 [27 jaar] | 1999              | KV Kortrijk        | CM, CVM      |
| 24            | Gaby Mudingayi                | Vlag van België · Vlag van Congo-Kinshasa | 01-10-1981 [19 jaar] | 2000              | Union Sint-Gillis  | CVM, RB      |
| 25            | Morten Pedersen               | Vlag van Noorwegen                        | 12-04-1972 [29 jaar] | 2000              | Rosenborg BK       | LM, LV, CV   |
| 30            | Spencer Verbiest              | Vlag van België                           | 06-02-1984 [16 jaar] | 2001              | Eigen Jeugd        | CM, CVM      |
| Aanvallers    |                               |                                           |                      |                   |                    |              |
| 10            | Alexandros Kaklamanos         | Vlag van Griekenland                      | 20-05-1974 [26 jaar] | 2000              | Sporting Charleroi | SP           |
| 11            | Tore André 'Totto' Dahlum (2) | Vlag van Noorwegen                        | 21-06-1968 [32 jaar] | 2000              | Rosenborg BK       | SP, LV       |
| 11            | Samuel Wiart (3)              | Vlag van Frankrijk                        | 23-06-1973 [27 jaar] | 2001              | AS Nancy           | CA, SP       |
| 15            | Jérôme Lempereur (3)          | Vlag van Frankrijk                        | 03-11-1973 [26 jaar] | 2000              | AJ Auxerre         | SP           |
| 16            | Miguel Capilla                | Vlag van Spanje                           | 22-12-1977 [22 jaar] | 2000              | Union Sint-Gillis  | SP           |
| 20            | Anders Nielsen (2)            | Vlag van Denemarken · Vlag van België     | 06-12-1970 [29 jaar] | 1997              | Club Brugge        | SP, RV, LV   |
| 20            | Thomas Meeuwssen (3)          | Vlag van België                           | 25-05-1982 [18 jaar] | 2001              | Eigen Jeugd        | RV, LV       |
| 28            | Mido (2)                      | Vlag van Egypte                           | 23-02-1983 [17 jaar] | 2000              | Zamalek            | SP, LV       |

 : Aanvoerder

#### Opmerkingen
1. ↑  (1): werd verkocht tijdens de zomertransferperiode (zie verder) maar speelde in het begin van het seizoen nog enkele wedstrijden voor KAA Gent.
2. ↑  (2): enkel eerste seizoenshelft bij KAA Gent; zie wintertransfers uitgaand.
3. ↑  (3): enkel tweede seizoenshelft bij KAA Gent; zie wintertransfers inkomend.
4. ↑  Leeftijd van de speler op 1 juli 2002.
5. ↑  DM: Doelman, LIB: Libero, RB: Rechtsback, CV: Centrale verdediger, LB: Linksback, CVM: Verdedigende middenvelder, CM: Centrale middenvelder, RM: Rechtsmidden, LM: Linksmidden, CAM: Aanvallende middenvelder, RV: Rechter vleugelspits, LV: Linker vleugelspits, CA: Hangende spits, SP: Centrumspits.
6. ↑  Laamers werd naar de B-kern / U21 verwezen door trainer Patrick Remy.

## Technische staf
| Functie           | Naam                 | Nationaliteit | Opmerking                                  |
| ----------------- | -------------------- | ------------- | ------------------------------------------ |
| Hoofdtrainer      | Henk Houwaart        | Nederland     | Tot 14 september                           |
| Hoofdtrainer      | Herman Vermeulen     | België        | Ad interim van 15 september tot 2 november |
| Hoofdtrainer      | Patrick Remy         | Frankrijk     | Vanaf 3 november                           |
| Assistent-trainer | Herman Vermeulen     | België        | /                                          |
| Keepertrainer     | Philippe Vande Walle | België        | /                                          |

## Resultaten
Een overzicht van de competities waaraan KAA Gent in het seizoen 2000-2001 deelnam.
| Seizoen 2000/01  | Seizoen 2000/01 | Seizoen 2000/01    |
| Competitie       | Resultaat       | Uitgeschakeld door |
| ---------------- | --------------- | ------------------ |
| Eerste klasse    | 5e              |                    |
| Beker van België | 1/8e finale     | RSC Anderlecht     |
| UEFA Cup         | Eerste ronde    | Ajax Amsterdam     |

## Uitrustingen
Shirtsponsor(s): VDK bank

Sportmerk: Umbro
| Thuis | Uit | Doelman | Doelman |

## Transfers

### Ingaand
| Naam                      | Land                                      | Positie | Van                   | Type                 |       |
| zomer                     | zomer                                     | zomer   | zomer                 | zomer                | zomer |
| ------------------------- | ----------------------------------------- | ------- | --------------------- | -------------------- | ----- |
| Sylvain N'Diaye           | Vlag van Frankrijk                        | M       | Toulouse FC           | Terug van huur       |       |
| Thomas Chatelle           | Vlag van België                           | V       | KV Mechelen           | Terug van huur       |       |
| Mido                      | Vlag van Egypte                           | A       | Zamalek               | BEF 16.942.758 ,-    |       |
| Jacky Peeters             | Vlag van België                           | V       | Arminia Bielefeld     | BEF 20.613.689 ,-    |       |
| Aldo Olcese               | Vlag van Peru                             | M       | Sporting Cristal      | Transfersom onbekend |       |
| André Emanuel Ottou       | Vlag van Kameroen                         | V       | FC Nantes             | Transfersom onbekend |       |
| Gaby Mudingayi            | Vlag van België · Vlag van Congo-Kinshasa | M       | Union Sint-Gillis U19 | Transfersom onbekend |       |
| Martinus 'Martin' Laamers | Vlag van Nederland                        | M       | KRC Harelbeke         | Transfersom onbekend |       |
| Jérôme Brocard            | Vlag van Frankrijk                        | M       | LB Châteauroux        | Transfersom onbekend |       |
| Olivier Van Impe          | Vlag van België                           | DM      | Eigen jeugd           | Overdracht jeugd     |       |
| Vital Borkelmans          | Vlag van België                           | V       | Club Brugge           | Transfervrij         |       |
| Nicolas Denys             | Vlag van België                           | DM      | Club Brugge U19       | Transfervrij         |       |
| Jérôme Lempereur          | Vlag van Frankrijk                        | A       | AJ Auxerre            | Transfervrij         |       |
| Miguel Capilla            | Vlag van Spanje                           | A       | Union Sint-Gillis     | Transfervrij         |       |
| Alexandros Kaklamanos     | Vlag van Griekenland                      | A       | Sporting Charleroi    | Transfervrij         |       |
| Geri Çipi                 | Vlag van Albanië                          | V       | NK Maribor            | Transfervrij         |       |
| winter                    |                                           |         |                       |                      |       |
| John Machethe             | Vlag van Kenia                            | M       | Tusker FC             | Transfersom onbekend |       |
| Flavinho                  | Vlag van Brazilië                         | M       | Botafogo FR           | Transfersom onbekend |       |
| Samuel Wiart              | Vlag van Frankrijk                        | A       | AS Nancy              | Transfersom onbekend |       |
| Ola Tidman                | Vlag van Zweden                           | DM      | Malmö FF              | Transfersom onbekend |       |
| Spencer Verbiest          | Vlag van België                           | M       | Eigen jeugd           | Overdracht jeugd     |       |
| Kenneth Spitaels          | Vlag van België                           | V       | Eigen jeugd           | Overdracht jeugd     |       |

### Uitgaand
| Naam                   | Land                                  | Positie | Naar               | Type               |       |
| zomer                  | zomer                                 | zomer   | zomer              | zomer              | zomer |
| ---------------------- | ------------------------------------- | ------- | ------------------ | ------------------ | ----- |
| Ole Martin Årst        | Vlag van Noorwegen                    | A       | Standard Luik      | BEF 100.849.750 ,- |       |
| Ivica Dragutinović     | Vlag van Servië                       | V       | Standard Luik      | BEF 80.679.800 ,-  |       |
| Ronald Foguenne        | Vlag van België                       | M       | Sporting Charleroi | Verkocht           |       |
| Frank Dauwen           | Vlag van België                       | M       | KVC Westerlo       | Verkocht           |       |
| Tamás Szekeres         | Vlag van Hongarije                    | V       | Energie Cottbus    | Verkocht           |       |
| Thomas Chatelle        | Vlag van België                       | V       | KRC Genk           | Verkocht           |       |
| Sylvain N'Diaye        | Vlag van Frankrijk                    | M       | Lille OSC          | Verkocht           |       |
| Tom Vandervee          | Vlag van België                       | V       | Verbroedering Geel | Verkocht           |       |
| Mohammed 'Galli' Barka | Vlag van België                       | M       | KRC Harelbeke      | Verkocht           |       |
| Frédéric Dupré         | Vlag van België                       | V       | KSV Roeselare      | Verkocht           |       |
| Tim Aelbrecht          | Vlag van België                       | M       | SC Eendracht Aalst | Transfervrij       |       |
| herfst                 |                                       |         |                    |                    |       |
| Zoran Savić            | Vlag van Servië                       | DM      | onbekend           | Verkocht           |       |
| Emil Šterbal           | Vlag van Slovenië                     | V       | Siirtspor          | Transfervrij       |       |
| winter                 |                                       |         |                    |                    |       |
| Anders Nielsen         | Vlag van Denemarken · Vlag van België | A       | Omonia Nicosia     | Verhuurd           |       |
| Tore André Dahlum      | Vlag van Noorwegen                    | A       | Aalborg BK         | Transfervrij       |       |

## Competitie

### Wedstrijden
| Jupiler Pro League                                                     |                                                                               |                                   |                                                         | |                                      |
| Wedstrijddetails                                                       | Thuisploeg                                                                    | Uitslag                           | Uitploeg                                                | Opstelling | Kaarten                              |
| Heenronde                                                              |                                                                               |                                   |                                                         | |                                      |
| 13 augustus 2000 15:00 Jan Breydelstadion Brugge (Sint-Andries)        | Club Brugge                                                                   | 6 - 2                             | KAA Gent                                                | Herpoel Çipi Peeters, Šterbal (26' Kaklamanos), Christensen, Borkelmans Joly, Laamers Olcese (63' Gajser), Schepens , Pedersen Wedstrijdverslag | Christensen Laamers 50' Borkelmans   |
| 13 augustus 2000 15:00 Jan Breydelstadion Brugge (Sint-Andries)        | Fadiga 18' Fadiga 26' Verheyen 27' Fadiga 51' (pen) Vermant 70' Englebert 89' | 1-0 2-0 3-0 4-0 4-1 5-1 5-2 6-2   | 58' (pen) Schepens 85' Kaklamanos                       | Herpoel Çipi Peeters, Šterbal (26' Kaklamanos), Christensen, Borkelmans Joly, Laamers Olcese (63' Gajser), Schepens , Pedersen Wedstrijdverslag | Christensen Laamers 50' Borkelmans   |
| 19 augustus 2000 20:00 Jules Ottenstadion Gent (Gentbrugge)            | KAA Gent                                                                      | 2 - 1                             | KV Mechelen                                             | Herpoel Peeters, Çipi, Christensen, Borkelmans Gajser, Joly Olcese, Schepens (89' Laamers), Pedersen Kaklamanos (80' Kharif) Wedstrijdverslag | 50' Christensen 62' Schepens         |
| 19 augustus 2000 20:00 Jules Ottenstadion Gent (Gentbrugge)            | Olcese 42' Schepens 53'                                                       | 1-0 1-1 2-1                       | 52' (pen) Camus                                         | Herpoel Peeters, Çipi, Christensen, Borkelmans Gajser, Joly Olcese, Schepens (89' Laamers), Pedersen Kaklamanos (80' Kharif) Wedstrijdverslag | 50' Christensen 62' Schepens         |
| 27 augustus 2000 15:00 Pierre Cornelisstadion Aalst                    | Eendracht Aalst                                                               | 1 - 4                             | KAA Gent                                                | Herpoel Peeters, Çipi, Vasov, Borkelmans Gajser (25' Laamers), Joly Olcese (77' Šterbal), Schepens , Mido (46' Pedersen) Kaklamanos Wedstrijdverslag | Gajser                               |
| 27 augustus 2000 15:00 Pierre Cornelisstadion Aalst                    | Van den Bossche 8' Thiebaut 29'                                               | 0-1 1-1 1-2 1-3 1-4               | 21' Schepens 46' Kaklamanos 55' Kaklamanos 21' Pedersen | Herpoel Peeters, Çipi, Vasov, Borkelmans Gajser (25' Laamers), Joly Olcese (77' Šterbal), Schepens , Mido (46' Pedersen) Kaklamanos Wedstrijdverslag | Gajser                               |
| 6 september 2000 20:00 Jules Ottenstadion Gent (Gentbrugge)            | KAA Gent                                                                      | 2 - 1                             | STVV                                                    | Herpoel Peeters, Çipi, Vasov, Borkelmans Joly, Laamers (68' Gajser) Olcese (46' Mido), Schepens , Pedersen Kaklamanos Wedstrijdverslag | Joly                                 |
| 6 september 2000 20:00 Jules Ottenstadion Gent (Gentbrugge)            | Çipi 75' Kaklamanos 90'                                                       | 0-1 1-1 2-1                       | 61' Fiers                                               | Herpoel Peeters, Çipi, Vasov, Borkelmans Joly, Laamers (68' Gajser) Olcese (46' Mido), Schepens , Pedersen Kaklamanos Wedstrijdverslag | Joly                                 |
| 9 september 2000 20:00 't Kuipje Westerlo                              | KVC Westerlo                                                                  | 0 - 0                             | KAA Gent                                                | Herpoel Peeters (76' Šterbal), Çipi, Vasov, Borkelmans Joly, Laamers Gajser, Schepens , Mido Kaklamanos (51' Pedersen) Wedstrijdverslag | Laamers Vasov                        |
| 9 september 2000 20:00 't Kuipje Westerlo                              |                                                                               |                                   |                                                         | Herpoel Peeters (76' Šterbal), Çipi, Vasov, Borkelmans Joly, Laamers Gajser, Schepens , Mido Kaklamanos (51' Pedersen) Wedstrijdverslag | Laamers Vasov                        |
| 16 september 2000 20:00 Jules Ottenstadion Gent (Gentbrugge)           | KAA Gent                                                                      | gestaakt bij 3 - 0 later 5 - 0 FF | KSK Beveren                                             | Herpoel Peeters, Çipi, Vasov, Pedersen Gajser, Olcese, Joly, Schepens Kaklamanos, Mido Wedstrijdverslag De wedstrijd werd gestaakt na 55 minuten en bij een 3–0 tussenstand. Een Beverensupporter gooide een steen naar de lijnrechter, waarop scheidsrechter Johny Ver Eecke iedereen naar binnen stuurde. De wedstrijd werd niet meer hervat. De score werd omgezet naar 5–0 forfait in het voordeel van Gent. Beveren kreeg een boete van de Belgische voetbalbond. | Gajser Joly                          |
| 16 september 2000 20:00 Jules Ottenstadion Gent (Gentbrugge)           | Schepens 17' Olcese 35' Vasov 45+1'                                           | 1-0 2-0 3-0                       |                                                         | Herpoel Peeters, Çipi, Vasov, Pedersen Gajser, Olcese, Joly, Schepens Kaklamanos, Mido Wedstrijdverslag De wedstrijd werd gestaakt na 55 minuten en bij een 3–0 tussenstand. Een Beverensupporter gooide een steen naar de lijnrechter, waarop scheidsrechter Johny Ver Eecke iedereen naar binnen stuurde. De wedstrijd werd niet meer hervat. De score werd omgezet naar 5–0 forfait in het voordeel van Gent. Beveren kreeg een boete van de Belgische voetbalbond. | Gajser Joly                          |
| 23 september 2000 20:00 Mambourg Charleroi                             | Sporting Charleroi                                                            | 4 - 3                             | KAA Gent                                                | Herpoel Peeters, Çipi, Vasov, Borkelmans Olcese (66' Nielsen), Joly Gajser (72' Kraouche), Schepens , Pedersen Mido (56' Kaklamanos) Wedstrijdverslag | Kraouche                             |
| 23 september 2000 20:00 Mambourg Charleroi                             | De Condé 2' Rabbah 7' Brogno 66' Brogno 90+3'                                 | 1-0 2-0 3-0 3-1 3-2 3-3 4-3       | 70' (pen) Schepens 77' Kaklamanos 80' (pen) Schepens    | Herpoel Peeters, Çipi, Vasov, Borkelmans Olcese (66' Nielsen), Joly Gajser (72' Kraouche), Schepens , Pedersen Mido (56' Kaklamanos) Wedstrijdverslag | Kraouche                             |
| 1 oktober 2000 15:00 Jules Ottenstadion Gent (Gentbrugge)              | KAA Gent                                                                      | 4 - 2                             | Antwerp                                                 | Herpoel Peeters, Çipi, Vasov, Pedersen Joly, Laamers (75' Nielsen) Gajser, Kraouche, Schepens (75' Mido) Kaklamanos (83' Olcese) Wedstrijdverslag | Schepens                             |
| 1 oktober 2000 15:00 Jules Ottenstadion Gent (Gentbrugge)              | Kaklamanos 8' Schepens 18' Vasov 50' Kaklamanos 56'                           | 1-0 2-0 2-1 2-2 3-2 4-2           | 42' Chadwick 45+1' (own) Çipi                           | Herpoel Peeters, Çipi, Vasov, Pedersen Joly, Laamers (75' Nielsen) Gajser, Kraouche, Schepens (75' Mido) Kaklamanos (83' Olcese) Wedstrijdverslag | Schepens                             |
| 14 oktober 2000 20:00 Constant Vandenstockstadion Brussel (Anderlecht) | RSC Anderlecht                                                                | 2 - 1                             | KAA Gent                                                | Savić Peeters, Çipi, Vasov, Pedersen Joly, Laamers Gajser (69' Nielsen), Kraouche (88' Ramčić), Schepens Kaklamanos Wedstrijdverslag | Joly Kraouche Vasov 73' Vasov        |
| 14 oktober 2000 20:00 Constant Vandenstockstadion Brussel (Anderlecht) | Radzinski 2' Koller 40'                                                       | 1-0 1-1 2-1                       | 27' Kraouche                                            | Savić Peeters, Çipi, Vasov, Pedersen Joly, Laamers Gajser (69' Nielsen), Kraouche (88' Ramčić), Schepens Kaklamanos Wedstrijdverslag | Joly Kraouche Vasov 73' Vasov        |
| 21 oktober 2000 20:00 Jules Ottenstadion Gent (Gentbrugge)             | KAA Gent                                                                      | 2 - 3                             | Lierse                                                  | Savić Peeters, Çipi, Ramčić, Pedersen Gajser, Joly, Kraouche (80' Borkelmans), Schepens Kaklamanos, Nielsen (75' Olcese) Wedstrijdverslag | Kraouche                             |
| 21 oktober 2000 20:00 Jules Ottenstadion Gent (Gentbrugge)             | Kraouche 18' Nielsen 30'                                                      | 1-0 2-0 2-1 2-2 2-3               | 43' Snoeckx 47' Snoeckx 85' Somers                      | Savić Peeters, Çipi, Ramčić, Pedersen Gajser, Joly, Kraouche (80' Borkelmans), Schepens Kaklamanos, Nielsen (75' Olcese) Wedstrijdverslag | Kraouche                             |
| 28 oktober 2000 20:00 Fenixstadion Genk                                | KRC Genk                                                                      | 1 - 1                             | KAA Gent                                                | Herpoel Peeters, Çipi (85' Olcese), Vasov (46' Christensen), Borkelmans (80' Laamers) Joly, Ramčić Gajser, Schepens , Pedersen Nielsen Wedstrijdverslag | Gajser                               |
| 28 oktober 2000 20:00 Fenixstadion Genk                                | Daerden 89'                                                                   | 0-1 1-1                           | 54' Nielsen                                             | Herpoel Peeters, Çipi (85' Olcese), Vasov (46' Christensen), Borkelmans (80' Laamers) Joly, Ramčić Gajser, Schepens , Pedersen Nielsen Wedstrijdverslag | Gajser                               |
| 11 november 2000 20:00 Jules Ottenstadion Gent (Gentbrugge)            | KAA Gent                                                                      | 2 - 1                             | KRC Harelbeke                                           | Herpoel Peeters, Çipi, Ramčić, Borkelmans Joly, Laamers, Kraouche (69' Mido) Olcese (46' Mudingayi), Kaklamanos, Schepens Wedstrijdverslag | Çipi Joly                            |
| 11 november 2000 20:00 Jules Ottenstadion Gent (Gentbrugge)            | Peeters 16' Çipi 80'                                                          | 1-0 1-1 2-1                       | 72' Van de Walle                                        | Herpoel Peeters, Çipi, Ramčić, Borkelmans Joly, Laamers, Kraouche (69' Mido) Olcese (46' Mudingayi), Kaklamanos, Schepens Wedstrijdverslag | Çipi Joly                            |
| 18 november 2000 20:00 Jules Ottenstadion Gent (Gentbrugge)            | KAA Gent                                                                      | 1 - 0                             | Excelsior Moeskroen                                     | Herpoel Çipi Gajser, Peeters, Pedersen, Borkelmans Laamers (65' Ramčić), Olcese, Kraouche (76' Mudingayi) Schepens (85' Kaklamanos), Mido Wedstrijdverslag | Mido                                 |
| 18 november 2000 20:00 Jules Ottenstadion Gent (Gentbrugge)            | Kaklamanos 90'                                                                | 1-0                               |                                                         | Herpoel Çipi Gajser, Peeters, Pedersen, Borkelmans Laamers (65' Ramčić), Olcese, Kraouche (76' Mudingayi) Schepens (85' Kaklamanos), Mido Wedstrijdverslag | Mido                                 |
| 25 november 2000 20:00 Daknamstadion Lokeren (Daknam)                  | Sporting Lokeren                                                              | 1 - 1                             | KAA Gent                                                | Herpoel Peeters, Çipi (46' Šterbal), Pedersen, Borkelmans Ramčić, Joly, Kraouche (64' Gajser) Olcese, Mido (77' Kaklamanos), Schepens Wedstrijdverslag | Mido Çipi                            |
| 25 november 2000 20:00 Daknamstadion Lokeren (Daknam)                  | Janssens 83'                                                                  | 0-1 1-1                           | 31' Joly                                                | Herpoel Peeters, Çipi (46' Šterbal), Pedersen, Borkelmans Ramčić, Joly, Kraouche (64' Gajser) Olcese, Mido (77' Kaklamanos), Schepens Wedstrijdverslag | Mido Çipi                            |
| 2 december 2000 20:00 Jules Ottenstadion Gent (Gentbrugge)             | KAA Gent                                                                      | 2 - 1                             | Standard Luik                                           | Herpoel Peeters (65' Kraouche), Çipi, Pedersen, Borkelmans Olcese (63' Brocard), Gajser, Joly, Schepens Kaklamanos, Mido (76' Ramčić) Wedstrijdverslag | Joly                                 |
| 2 december 2000 20:00 Jules Ottenstadion Gent (Gentbrugge)             | Mido 75' Runje 89' (own)                                                      | 0-1 1-1 2-1                       | 21' (own) Çipi                                          | Herpoel Peeters (65' Kraouche), Çipi, Pedersen, Borkelmans Olcese (63' Brocard), Gajser, Joly, Schepens Kaklamanos, Mido (76' Ramčić) Wedstrijdverslag | Joly                                 |
| 9 december 2000 20:00 Tivoli La Louvière                               | La Louvière                                                                   | 1 - 1                             | KAA Gent                                                | Herpoel Peeters, Çipi (17' Christensen), Pedersen, Borkelmans Brocard, Joly, Kraouche, Schepens (82' Ramčić) Kaklamanos (46' Gajser), Mido Wedstrijdverslag | Gajser                               |
| 9 december 2000 20:00 Tivoli La Louvière                               | Thans 79'                                                                     | 0-1 1-1                           | 19' Schepens 58' Mido                                   | Herpoel Peeters, Çipi (17' Christensen), Pedersen, Borkelmans Brocard, Joly, Kraouche, Schepens (82' Ramčić) Kaklamanos (46' Gajser), Mido Wedstrijdverslag | Gajser                               |
| 16 december 2000 20:00 Jules Ottenstadion Gent (Gentbrugge)            | KAA Gent                                                                      | 3 - 1                             | Germinal Beerschot                                      | Herpoel Peeters, Carrez, Ramčić, Pedersen Brocard, Joly , Kraouche (78' Laamers), Borkelmans Kaklamanos (84' Lempereur), Mido (65' Christensen) Wedstrijdverslag | geen voor KAA Gent                   |
| 16 december 2000 20:00 Jules Ottenstadion Gent (Gentbrugge)            | Mido 15' Kaklamanos 45' Mido 56'                                              | 1-0 1-1 2-1 3-1                   | 34' Dhont                                               | Herpoel Peeters, Carrez, Ramčić, Pedersen Brocard, Joly , Kraouche (78' Laamers), Borkelmans Kaklamanos (84' Lempereur), Mido (65' Christensen) Wedstrijdverslag | geen voor KAA Gent                   |
| Terugronde                                                             |                                                                               |                                   |                                                         | |                                      |
| 20 januari 2001 20:00 Achter de Kazerne Mechelen                       | KV Mechelen                                                                   | 3 - 3                             | KAA Gent                                                | Herpoel Peeters, Carrez, Çipi, Borkelmans (59' Christensen) Joly, Gajser, Kraouche (76' Vasov) Brocard, Lempereur, Schepens (83' Mido) Wedstrijdverslag | 82' Schepens 90' Peeters 90' Herpoel |
| 20 januari 2001 20:00 Achter de Kazerne Mechelen                       | Camus 69' Guadalupe 81' Meeusen 90'                                           | 0-1 0-2 0-3 1-3 2-3 3-3           | 6' Lempereur 18' Joly 28' Kraouche                      | Herpoel Peeters, Carrez, Çipi, Borkelmans (59' Christensen) Joly, Gajser, Kraouche (76' Vasov) Brocard, Lempereur, Schepens (83' Mido) Wedstrijdverslag | 82' Schepens 90' Peeters 90' Herpoel |
| 27 januari 2001 20:00 Jules Ottenstadion Gent (Gentbrugge)             | KAA Gent                                                                      | 1 - 0                             | Eendracht Aalst                                         | Herpoel Peeters, Carrez, Çipi, Borkelmans Olcese (67' Brocard), Gajser, Joly , Kraouche (85' Ramčić) Lempereur (73' Mudingayi), Kaklamanos Wedstrijdverslag | geen voor KAA Gent                   |
| 27 januari 2001 20:00 Jules Ottenstadion Gent (Gentbrugge)             | Olcese 42'                                                                    | 1-0                               |                                                         | Herpoel Peeters, Carrez, Çipi, Borkelmans Olcese (67' Brocard), Gajser, Joly , Kraouche (85' Ramčić) Lempereur (73' Mudingayi), Kaklamanos Wedstrijdverslag | geen voor KAA Gent                   |
| 3 februari 2001 20:00 Staaien Sint-Truiden                             | STVV                                                                          | 0 - 1                             | KAA Gent                                                | Herpoel Peeters, Carrez, Çipi, Borkelmans Olcese, Gajser, Joly (60' Mudingayi), Schepens Lempereur (60' Kraouche), Mido (77' Pedersen) Wedstrijdverslag | Mudingayi                            |
| 3 februari 2001 20:00 Staaien Sint-Truiden                             |                                                                               | 0-1                               | 2' Schepens                                             | Herpoel Peeters, Carrez, Çipi, Borkelmans Olcese, Gajser, Joly (60' Mudingayi), Schepens Lempereur (60' Kraouche), Mido (77' Pedersen) Wedstrijdverslag | Mudingayi                            |
| 10 februari 2001 20:00 Jules Ottenstadion Gent (Gentbrugge)            | KAA Gent                                                                      | 3 - 1                             | KVC Westerlo                                            | Herpoel Peeters, Çipi, Pedersen, Borkelmans Joly (73' Ramčić), Gajser, Kraouche Olcese (73' Carrez), Mido (85' Kaklamanos), Schepens Wedstrijdverslag | Cipi Borkelmans Gajser 82' Gajser    |
| 10 februari 2001 20:00 Jules Ottenstadion Gent (Gentbrugge)            | Schepens 2' Mido 5' Joly 70'                                                  | 1-0 2-0 2-1 3-1                   | 30' Willemsen                                           | Herpoel Peeters, Çipi, Pedersen, Borkelmans Joly (73' Ramčić), Gajser, Kraouche Olcese (73' Carrez), Mido (85' Kaklamanos), Schepens Wedstrijdverslag | Cipi Borkelmans Gajser 82' Gajser    |
| 17 februari 2001 20:00 Freethielstadion Beveren-Waas                   | KSK Beveren                                                                   | 1 - 1                             | KAA Gent                                                | Herpoel Peeters, Carrez, Vasov, Borkelmans Brocard (85' Mudingayi), Joly, Ramčić, Schepens Lempereur (79' Kaklamanos), Mido Wedstrijdverslag | geen voor KAA Gent                   |
| 17 februari 2001 20:00 Freethielstadion Beveren-Waas                   | Lee Sang-il 14'                                                               | 0-1 1-1                           | 5' Schepens                                             | Herpoel Peeters, Carrez, Vasov, Borkelmans Brocard (85' Mudingayi), Joly, Ramčić, Schepens Lempereur (79' Kaklamanos), Mido Wedstrijdverslag | geen voor KAA Gent                   |
| 24 februari 2001 15:00 Jules Ottenstadion Gent (Gentbrugge)            | KAA Gent                                                                      | 0 - 2                             | Club Brugge                                             | Herpoel Peeters (81' Joly), Çipi, Vasov, Borkelmans Ramčić, Gajser (80' Mudingayi), Kraouche Olcese (72' Lempereur), Kaklamanos, Schepens Wedstrijdverslag | geen voor KAA Gent                   |
| 24 februari 2001 15:00 Jules Ottenstadion Gent (Gentbrugge)            |                                                                               | 0-1 0-2                           | 67' Martens 86' Englebert                               | Herpoel Peeters (81' Joly), Çipi, Vasov, Borkelmans Ramčić, Gajser (80' Mudingayi), Kraouche Olcese (72' Lempereur), Kaklamanos, Schepens Wedstrijdverslag | geen voor KAA Gent                   |
| 3 maart 2001 20:00 Jules Ottenstadion Gent (Gentbrugge)                | KAA Gent                                                                      | 1 - 1                             | Sporting Charleroi                                      | Herpoel Christensen, Çipi, Vasov, Borkelmans Ramčić, Joly, Kraouche Kharif (73' Brocard), Lempereur, Schepens Wedstrijdverslag | geen voor KAA Gent                   |
| 3 maart 2001 20:00 Jules Ottenstadion Gent (Gentbrugge)                | Joly 44'                                                                      | 0-1 1-1                           | 35' Rojas                                               | Herpoel Christensen, Çipi, Vasov, Borkelmans Ramčić, Joly, Kraouche Kharif (73' Brocard), Lempereur, Schepens Wedstrijdverslag | geen voor KAA Gent                   |
| 11 maart 2001 15:00 Bosuilstadion Antwerpen (Deurne)                   | Antwerp                                                                       | 1 - 0                             | KAA Gent                                                | Herpoel Peeters, Çipi, Vasov, Borkelmans Ramčić (71' Brocard), Joly, Gajser (78' Olcese) Kharif (46' Mudingayi), Lempereur, Schepens Wedstrijdverslag | 74' Çipi 74' Lempereur               |
| 11 maart 2001 15:00 Bosuilstadion Antwerpen (Deurne)                   | Seol Ki-hyeon 75' (pen)                                                       | 1-0                               |                                                         | Herpoel Peeters, Çipi, Vasov, Borkelmans Ramčić (71' Brocard), Joly, Gajser (78' Olcese) Kharif (46' Mudingayi), Lempereur, Schepens Wedstrijdverslag | 74' Çipi 74' Lempereur               |
| 17 maart 2001 16:00 Jules Ottenstadion Gent (Gentbrugge)               | KAA Gent                                                                      | 2 - 1                             | RSC Anderlecht                                          | Herpoel Peeters, Çipi, Vasov, Borkelmans Gajser, Joly, Mudingayi (83' Brocard), Kraouche (88' Lempereur), Schepens Mido Wedstrijdverslag | Peeters Gajser Mido 56' Vasov        |
| 17 maart 2001 16:00 Jules Ottenstadion Gent (Gentbrugge)               | Kraouche 64' Mido 90'                                                         | 0-1 1-1 2-1                       | 57' (pen) Dheedene                                      | Herpoel Peeters, Çipi, Vasov, Borkelmans Gajser, Joly, Mudingayi (83' Brocard), Kraouche (88' Lempereur), Schepens Mido Wedstrijdverslag | Peeters Gajser Mido 56' Vasov        |
| 31 maart 2001 20:00 Lisp Lier                                          | Lierse                                                                        | 2 - 0                             | KAA Gent                                                | Herpoel Peeters, Carrez, Çipi, Borkelmans Ramčić (73' Olcese), Gajser, Kraouche Kharif (73' Brocard), Lempereur, Schepens Wedstrijdverslag | Peeters Borkelmans                   |
| 31 maart 2001 20:00 Lisp Lier                                          | Vandooren 51' Snoeckx 90'                                                     | 1-0 2-0                           |                                                         | Herpoel Peeters, Carrez, Çipi, Borkelmans Ramčić (73' Olcese), Gajser, Kraouche Kharif (73' Brocard), Lempereur, Schepens Wedstrijdverslag | Peeters Borkelmans                   |
| 7 april 2001 20:00 Jules Ottenstadion Gent (Gentbrugge)                | KAA Gent                                                                      | 2 - 1                             | KRC Genk                                                | Herpoel Christensen, Çipi, Ramčić , Borkelmans Verbrugghe (77' Mudingayi), Gajser, Kraouche Olcese, Mido (84' Kharif), Brocard (46' Lempereur) Wedstrijdverslag | Borkelmans Christensen 76' Gajser    |
| 7 april 2001 20:00 Jules Ottenstadion Gent (Gentbrugge)                | Mido 61' Christensen 71'                                                      | 1-0 2-0 2-1                       | 77' Thijs                                               | Herpoel Christensen, Çipi, Ramčić , Borkelmans Verbrugghe (77' Mudingayi), Gajser, Kraouche Olcese, Mido (84' Kharif), Brocard (46' Lempereur) Wedstrijdverslag | Borkelmans Christensen 76' Gajser    |
| 14 april 2001 20:00 Forestiersstadion Harelbeke                        | KRC Harelbeke                                                                 | 2 - 1                             | KAA Gent                                                | Herpoel Peeters, Çipi, Ramčić , Mudingayi Verbrugghe (87' Verbiest), Olcese, Kraouche Brocard (89' Meeuwssen), Mido, Kharif (65' Kaklamanos) Wedstrijdverslag | Kraouche                             |
| 14 april 2001 20:00 Forestiersstadion Harelbeke                        | Thompson 47' Mrzlečki 64'                                                     | 1-0 1-1 2-1                       | 50' Brocard                                             | Herpoel Peeters, Çipi, Ramčić , Mudingayi Verbrugghe (87' Verbiest), Olcese, Kraouche Brocard (89' Meeuwssen), Mido, Kharif (65' Kaklamanos) Wedstrijdverslag | Kraouche                             |
| 21 april 2001 20:00 Le Canonnier Moeskroen                             | Excelsior Moeskroen                                                           | 2 - 2                             | KAA Gent                                                | Herpoel Ramčić Peeters, Çipi, Verbrugghe (46' Lempereur), Borkelmans Olcese (60' Joly), Mudingayi, Gajser, Kraouche Mido Wedstrijdverslag | Mido Kraouche 57' Kraouche           |
| 21 april 2001 20:00 Le Canonnier Moeskroen                             | Bakadal 38' Çipi 88' (own)                                                    | 1-0 1-1 1-2 2-2                   | 54' Mido 75' Mido                                       | Herpoel Ramčić Peeters, Çipi, Verbrugghe (46' Lempereur), Borkelmans Olcese (60' Joly), Mudingayi, Gajser, Kraouche Mido Wedstrijdverslag | Mido Kraouche 57' Kraouche           |
| 28 april 2001 20:00 Jules Ottenstadion Gent (Gentbrugge)               | KAA Gent                                                                      | 3 - 2                             | Sporting Lokeren                                        | Herpoel Ramčić Peeters, Çipi, Vasov (77' Kaklamanos), Borkelmans Mudingayi (77' Brocard), Olcese, Gajser Lempereur (88' Joly), Mido Wedstrijdverslag | Peeters Borkelmans Mudingayi Gajser  |
| 28 april 2001 20:00 Jules Ottenstadion Gent (Gentbrugge)               | Borkelmans 42' Borkelmans 42' Brocard 85' Olcese 90+2'                        | 0-1 0-2 1-2 2-2 3-2               | 16' Bangoura 22' Bangoura                               | Herpoel Ramčić Peeters, Çipi, Vasov (77' Kaklamanos), Borkelmans Mudingayi (77' Brocard), Olcese, Gajser Lempereur (88' Joly), Mido Wedstrijdverslag | Peeters Borkelmans Mudingayi Gajser  |
| 5 mei 2001 20:00 Sclessin Luik (Sclessin)                              | Standard Luik                                                                 | 1 - 0                             | KAA Gent                                                | Herpoel Peeters (83' Christensen), Çipi, Vasov, Borkelmans Brocard, Joly (75' Olcese), Ramčić (64' Kharif), Gajser Lempereur, Kaklamanos Wedstrijdverslag | geen voor KAA Gent                   |
| 5 mei 2001 20:00 Sclessin Luik (Sclessin)                              | Årst 52'                                                                      | 1-0                               |                                                         | Herpoel Peeters (83' Christensen), Çipi, Vasov, Borkelmans Brocard, Joly (75' Olcese), Ramčić (64' Kharif), Gajser Lempereur, Kaklamanos Wedstrijdverslag | geen voor KAA Gent                   |
| 12 mei 2001 20:00 Jules Ottenstadion Gent (Gentbrugge)                 | KAA Gent                                                                      | 2 - 2                             | La Louvière                                             | Herpoel Peeters, Çipi, Vasov, Borkelmans (46' Borkelmans) Brocard, Joly (65' Christensen), Kraouche (70' Olcese), Gajser Lempereur, Mido Wedstrijdverslag | Mido Çipi Gajser Vasov               |
| 12 mei 2001 20:00 Jules Ottenstadion Gent (Gentbrugge)                 | Brocard 66' Mido 90'                                                          | 0-1 0-2 1-2 2-2                   | 4' Missé-Missé 23' (pen) Thans                          | Herpoel Peeters, Çipi, Vasov, Borkelmans (46' Borkelmans) Brocard, Joly (65' Christensen), Kraouche (70' Olcese), Gajser Lempereur, Mido Wedstrijdverslag | Mido Çipi Gajser Vasov               |
| 20 mei 2001 15:00 het Kiel Antwerpen (Wilrijk)                         | Germinal Beerschot                                                            | 1 - 3                             | KAA Gent                                                | Herpoel Peeters, Çipi, Ramčić , Borkelmans Brocard, Gajser, Kraouche, Mido Lempereur (63' Machethe), Kaklamanos (80' Christensen) Wedstrijdverslag | Mido Brocard                         |
| 20 mei 2001 15:00 het Kiel Antwerpen (Wilrijk)                         | Severeyns 12'                                                                 | 1-0 1-1 1-2 1-3                   | 26' Kaklamanos 65' (own) Karagiannis 90' Mido           | Herpoel Peeters, Çipi, Ramčić , Borkelmans Brocard, Gajser, Kraouche, Mido Lempereur (63' Machethe), Kaklamanos (80' Christensen) Wedstrijdverslag | Mido Brocard                         |

#### Opmerking
1. ↑  Wedstrijd verplaatst naar deze datum.

### Overzicht
| Speeldag  | 1  | 2  | 3 | 4 | 5  | 6  | 7  | 8  | 9  | 10 | 11 | 12 | 13 | 14 | 15 | 16 | 17 | 18 | 19 | 20 | 21 | 22 | 23 | 24 | 25 | 26 | 27 | 28 | 29 | 30 | 31 | 32 | 33 | 34 |
| --------- | -- | -- | - | - | -- | -- | -- | -- | -- | -- | -- | -- | -- | -- | -- | -- | -- | -- | -- | -- | -- | -- | -- | -- | -- | -- | -- | -- | -- | -- | -- | -- | -- | -- |
| Resultaat | v  | w  | w | w | g  | w  | v  | w  | v  | v  | g  | w  | w  | g  | w  | g  | w  | v  | g  | w  | w  | w  | g  | g  | v  | w  | v  | w  | v  | g  | w  | v  | g  | w  |
| Punten    | 0  | 3  | 6 | 9 | 10 | 13 | 13 | 16 | 16 | 16 | 17 | 20 | 23 | 24 | 27 | 28 | 31 | 31 | 32 | 35 | 38 | 41 | 42 | 43 | 43 | 46 | 46 | 49 | 49 | 50 | 53 | 53 | 54 | 57 |
| Positie   | 18 | 11 | 8 | 7 | 6  | 3  | 7  | 5  | 7  | 8  | 7  | 6  | 5  | 5  | 5  | 5  | 4  | 5  | 4  | 4  | 5  | 4  | 5  | 4  | 4  | 4  | 4  | 4  | 4  | 4  | 4  | 5  | 4  | 5  |

### Klassement
|         |    |                      | P  | W  | G  | V  | +  | -  | DS  | Ptn |
| ------- | -- | -------------------- | -- | -- | -- | -- | -- | -- | --- | --- |
| K (CL)  | 1  | Anderlecht           | 34 | 25 | 8  | 1  | 88 | 25 | +63 | 83  |
| (UEFA)  | 2  | Club Brugge          | 34 | 23 | 9  | 2  | 83 | 24 | +59 | 78  |
| (UEFA)  | 3  | Standard             | 34 | 16 | 12 | 6  | 71 | 44 | +27 | 60  |
|         | 4  | Sporting Lokeren SNW | 34 | 16 | 9  | 9  | 58 | 41 | +17 | 57  |
|         | 5  | KAA Gent             | 34 | 16 | 9  | 9  | 61 | 49 | +12 | 57  |
|         | 6  | Germinal Beerschot   | 34 | 17 | 3  | 14 | 62 | 53 | +9  | 54  |
|         | 7  | Moeskroen            | 34 | 15 | 8  | 11 | 63 | 49 | +14 | 53  |
| (beker) | 8  | Westerlo             | 34 | 15 | 8  | 11 | 61 | 53 | +8  | 53  |
|         | 9  | Charleroi            | 34 | 14 | 5  | 15 | 51 | 65 | −14 | 47  |
|         | 10 | Lierse               | 34 | 12 | 7  | 15 | 44 | 51 | −7  | 43  |
|         | 11 | Genk                 | 34 | 11 | 9  | 14 | 45 | 51 | −6  | 42  |
|         | 12 | Antwerp              | 34 | 11 | 7  | 16 | 38 | 45 | −7  | 40  |
|         | 13 | Sint-Truiden         | 34 | 9  | 8  | 17 | 44 | 54 | −10 | 35  |
|         | 14 | Beveren              | 34 | 9  | 8  | 17 | 30 | 64 | −34 | 35  |
|         | 15 | La Louvière          | 34 | 6  | 12 | 16 | 32 | 56 | −24 | 30  |
|         | 16 | Eendracht Aalst      | 34 | 7  | 8  | 19 | 33 | 65 | −32 | 29  |
| D       | 17 | Harelbeke            | 34 | 8  | 4  | 22 | 36 | 79 | −43 | 28  |
| D       | 18 | KV Mechelen          | 34 | 4  | 10 | 20 | 40 | 72 | −32 | 22  |

P: wedstrijden gespeeld, W: wedstrijden gewonnen, G: gelijke spelen, V: wedstrijden verloren, +: gescoorde doelpunten, -: doelpunten tegen, DS: doelsaldo, Ptn: totaal punten
K: kampioen, D: degradeert, (beker): bekerwinnaar, (CL): geplaatst voor Champions League, (UEFA): geplaatst voor UEFA-beker

## UEFA Cup
| LAATSTE VOORRONDE                                           |                                                   |                         |                                                                                      | |                    |
| Wedstrijddetails                                            | Thuisploeg                                        | Uitslag                 | Uitploeg                                                                             | Opstelling | Kaarten            |
| Heenwedstrijd                                               |                                                   |                         |                                                                                      | |                    |
| 8 augustus 2000 20:00 Laugardalsvöllur Reykjavík            | ÍA Akranes                                        | 0 - 3                   | KAA Gent                                                                             | Herpoel Çipi Peeters, Šterbal, Christensen, Borkelmans Olcese, Joly (83' Gajser), Laamers Kaklamanos (74' Pedersen), Schepens                     | geen voor KAA Gent |
| 8 augustus 2000 20:00 Laugardalsvöllur Reykjavík            |                                                   | 0-1 0-2 0-3             | 34' Olcese 80' Pedersen 90' Olcese                                                   | Herpoel Çipi Peeters, Šterbal, Christensen, Borkelmans Olcese, Joly (83' Gajser), Laamers Kaklamanos (74' Pedersen), Schepens                     | geen voor KAA Gent |
| Terugwedstrijd                                              |                                                   |                         |                                                                                      | |                    |
| 24 augustus 2000 21:00 Jules Ottenstadion Gent (Gentbrugge) | KAA Gent                                          | 3 - 2                   | ÍA Akranes                                                                           | Herpoel Peeters, Çipi, Vasov, Borkelmans Gajser, Joly (46' Laamers) Olcese, Schepens , Pedersen (46' Kharif) Kaklamanos                           | geen voor KAA Gent |
| 24 augustus 2000 21:00 Jules Ottenstadion Gent (Gentbrugge) | Kaklamanos 17' Çipi 65' Kaklamanos 72'            | 0-1 1-1 1-2 2-2 3-2     | 8' Haraldur Hinriksson 43' Kári Reynisson                                            | Herpoel Peeters, Çipi, Vasov, Borkelmans Gajser, Joly (46' Laamers) Olcese, Schepens , Pedersen (46' Kharif) Kaklamanos                           | geen voor KAA Gent |
| EERSTE RONDE                                                |                                                   |                         |                                                                                      | |                    |
| Wedstrijddetails                                            | Thuisploeg                                        | Uitslag                 | Uitploeg                                                                             | Opstelling | Kaarten            |
| Heenwedstrijd                                               |                                                   |                         |                                                                                      | |                    |
| 12 september 2000 Jules Ottenstadion Gent (Gentbrugge)      | KAA Gent                                          | 0 - 6                   | Ajax Amsterdam                                                                       | Herpoel Laamers Christensen, Peeters, Vasov, Borkelmans Joly, Gajser (63' Pedersen), Schepens Kaklamanos (46' Galli Barka), Mido Wedstrijdverslag | 71' Christensen    |
| 12 september 2000 Jules Ottenstadion Gent (Gentbrugge)      |                                                   | 0-1 0-2 0-3 0-4 0-5 0-6 | 16' Arveladze 40' Knopper 69' Knopper 74' Grønkjær 82' Van der Vaart 84' Van der Gun | Herpoel Laamers Christensen, Peeters, Vasov, Borkelmans Joly, Gajser (63' Pedersen), Schepens Kaklamanos (46' Galli Barka), Mido Wedstrijdverslag | 71' Christensen    |
| Terugwedstrijd                                              |                                                   |                         |                                                                                      | |                    |
| 29 september 2000 Amsterdam ArenA Amsterdam                 | Ajax Amsterdam                                    | 3 - 0                   | KAA Gent                                                                             | Herpoel Peeters, Çipi, Ramčić, Pedersen Joly, Laamers, Kraouche (71' Mido) Gajser, Kaklamanos, Schepens (60' Nielsen) Wedstrijdverslag            | Schepens           |
| 29 september 2000 Amsterdam ArenA Amsterdam                 | Van der Gun 27' Van der Gun 58' Van der Vaart 85' | 1-0 2-0 3-0             |                                                                                      | Herpoel Peeters, Çipi, Ramčić, Pedersen Joly, Laamers, Kraouche (71' Mido) Gajser, Kaklamanos, Schepens (60' Nielsen) Wedstrijdverslag            | Schepens           |

## Beker van België
| Beker van België                                                       |                         |                 |                                                   | |             |
| Wedstrijddetails                                                       | Thuisploeg              | Uitslag         | Uitploeg                                          | Opstelling | Kaarten     |
| 1/16e finales                                                          |                         |                 |                                                   | |             |
| 5 november 2000 15:00 Freethielstadion Beveren-Waas                    | Red Star Haasdonk       | 1 - 3 n.v.      | KAA Gent                                          | Herpoel Gajser, Çipi, Ramčić, Pedersen (81' Borkelmans) Olcese (60' Mudingayi), Joly, Kraouche (114' Laamers), Schepens Kaklamanos, Nielsen | Joly Gajser |
| 5 november 2000 15:00 Freethielstadion Beveren-Waas                    | De Kerf 30'             | 1-0 1-1 1-2 1-3 | 84' Schepens 87' Joly 94' Nielsen 116' Kaklamanos | Herpoel Gajser, Çipi, Ramčić, Pedersen (81' Borkelmans) Olcese (60' Mudingayi), Joly, Kraouche (114' Laamers), Schepens Kaklamanos, Nielsen | Joly Gajser |
| 1/8e finales                                                           |                         |                 |                                                   | |             |
| 17 januari 2001 20:00 Constant Vandenstockstadion Brussel (Anderlecht) | RSC Anderlecht          | 2 - 1           | KAA Gent                                          | Herpoel Peeters, Carrez, Çipi, Borkelmans Gajser, Joly , Laamers (46' Kaklamanos), Kraouche (62' Schepens) Brocard, Lempereur               | Gajser      |
| 17 januari 2001 20:00 Constant Vandenstockstadion Brussel (Anderlecht) | Dheedene 3' Crasson 28' | 1-0 1-1 2-1     | 7' Kraouche 23' Joly                              | Herpoel Peeters, Carrez, Çipi, Borkelmans Gajser, Joly , Laamers (46' Kaklamanos), Kraouche (62' Schepens) Brocard, Lempereur               | Gajser      |

#### Opmerking
1. ↑  RS Haasdonk mocht het stadion van de buren van KSK Beveren gebruiken, in plaats van te spelen in het eigen, te kleine Robert Waterschootstadion. Haasdonk is een deelgemeente van Beveren-Waas.